# 島根大学教育学部附属幼稚園
島根大学教育学部附属幼稚園（しまねだいがくきょういくがくぶふぞくようちえん）は、島根県松江市にある幼稚園。

## 沿革
- 1885年1月 - 幼稚園保育科規則が達せられる。
- 1885年5月 - 島根県勧業展覧場構内（現在の県民会館付近）へ幼稚保育場が設けられる。
- 1889年4月 - 勧業展覧場構内元獣医講習所跡建設を幼稚園開誘室に充つ
- 1899年1月 - 幼稚園遊園として殿町163番地勧業展覧場使用地を除く他一切本校の管理に移される
- 1923年3月 - 附属幼稚園が廃止される。
- 1923年4月 - 折つる幼稚園設立許可指令があり、私立折つる会立として継承経営
- 1949年5月 - 北堀町商工学校内に分園を設置する
- 1950年5月 - 分園閉園
- 1955年7月 - 折つる幼稚園は国立に移管され、島根大学教育学部附属幼稚園となる。
- 2004年4月 - 国立大学法人化

## 周辺
- 児守稲荷神社

- 千手院 - しだれ桜は市指定文化財
- 島根大学旧奥谷宿舎 - 国の登録有形文化財

- 島根大学総合博物館アシカル

- 菅田庵 - 国の史跡および名勝